# Коллар, Клод
Клод Коллар (фр. Claude Rene Robert Collard; 20 октября 1924, Фонтенбло — 26 июля 2007, Версаль) — французский дзюдоист и спортивный функционер, чемпион Франции 1960 года, серебряный призёр чемпионата Европы 1959 года в Вене, президент Федерации дзюдо Франции, президент Французского национального олимпийского и спортивного комитета (1971—1982).

## Биография
Окончил Центральную школу искусств и мануфактур в Париже, где получил специальность инженера. После завершения спортивной карьеры занялся спортивным менеджментом. В 1961—1966 годах был президентом Федерации дзюдо Франции.
Кавалер серебряного Олимпийского ордена (1980), кавалер Ордена почётного легиона.
Сын — Сирил Коллар (1957—1993), французский писатель и кинорежиссёр.